# UDトラックス岩手
UDトラックス岩手株式会社（ユーディートラックスいわて）は、UDトラックス（旧・日産ディーゼル工業） の販売会社。本社を岩手県紫波郡矢巾町に置き、岩手県全域を営業範囲とする、取扱商品は、UD系トラックの新車、中古車販売である。
地場資本が含まれている関係上、2009年1月1日に設立された日産ディーゼルトラックス（のちのUDトラックスジャパン）への統合対象とはならなかった。

## 営業所
- 営業所を参照。

## 関連会社
- UDトラックスジャパン
- UDトラックス道東
- UDトラックス北海道
- UDトラックス栃木
- UDトラックス新潟
- GNロジパートナーズ - 旧・群馬日産ディーゼル&ロジスティクス